# Burg Althaldensleben
Die Burg Althaldensleben ist eine abgegangene Burganlage im Haldenslebener Ortsteil Althaldensleben im Landkreis Börde in Sachsen-Anhalt. Von der als Bodendenkmal eingetragenen Burg sind nur Wälle und Gräben erhalten.

## Lage
Die Burganlage liegt westlich der Ortslage von Althaldensleben, am Nordostende des Landschaftsparks Althaldensleben-Hundisburg. Unmittelbar südöstlich der Burg befindet sich das Kloster Althaldensleben.

## Anlage und Geschichte
Die Burg bestand wohl schon im 10. Jahrhundert. Die Grafen von Haldensleben lebten bis zum Jahr 1137 in der Burg. Zur Burg gehörten auch mehrere Burgen in der Umgebung, darunter die Sumpfburg Haldensleben, die sich im Bereich des Ostendes der heutigen Burgstraße in der Haldensleber Innenstadt befand, die Ottonenburg, die Schalkenburg und die Burg Niendorf.
Der spätere deutsche Kaiser Lothar von Süpplingenburg lebte zeitweise als Knappe in der Burg. Durch die Heirat seiner Tochter Gertrud von Sachsen mit Heinrich dem Stolzen gelangte die Burg an die Welfen. Heinrich der Löwe ließ die Burg im Hinblick auf die Stadt Magdeburg ausbauen. Die Burg hatte für ihre Zeit beachtliche Ausmaße. In den Auseinandersetzungen zwischen Erzbischof Wichmann und Heinrich dem Löwen wurde die Burg im Jahr 1167 zerstört und danach nicht wieder aufgebaut.
Bei der Anlage des Landschaftsparks Anfang des 19. Jahrhunderts wurde der Burgbereich mit einbezogen. In der Umgebung wurden dabei auch einige künstliche Ruinen angelegt. Als Baumaterial kamen Steine von Hünengräbern zum Einsatz. Süd- und Ostseite der Anlage sind heute mit privaten Häusern überbaut.
Im Bodendenkmalsverzeichnis ist der Burghügel unter der Erfassungsnummer 428312068 als Bodendenkmal eingetragen. In der Denkmalliste der DDR war die Anlage unter der Nummer HDL 28 geführt worden.